# Чмых, Николай Николаевич
Николай Николаевич Чмых (18 июля 1984, Харьков) — украинский автогонщик, пилот команды XADO Motorsport. Чемпион Украины по автокроссу (2005—2007), ралли (2010), призёр чемпионатов Украины по шоссейно-кольцевым гонкам. Мастер спорта Украины.

## Биография
Окончил экономический факультет Национального Технического Университета, г. Харьков. 
С 2008 года работает в компании XADO менеджером по продажам. С 2010 года занимается продажами тюнинговых и спортивних запчастей в фирме М-спорт.
Пошёл по стопам своего отца — Чмыха Николая Петровича, известного украинского автогонщика — и с 2001 года активно занимается автоспортом. В 2002—2006 годах выступал в составе команды АВЭК-Моторспорт. С 2008 года — пилот команды XADO Motorsport.

## Спортивные достижения
2003 — 3 место в Чемпионате Украины по автокроссу в классе 7А.
2004 — 2 место в Чемпионате Украины по автокроссу в классе 7А.
2005 — Чемпион Украины по автокроссу в классе 7А.
2006 — Чемпион Украины по автокроссу в классе 7А, обладатель кубка Украины по зимним трековым гонкам в классе 2000.
2007 — Чемпион Украины по автокроссу в классе 7А, Победитель этапов Чемпионата Украины по шоссейно-кольцевым гонкам в классе "Лада 1500".
2008 — 2 место в Чемпионате Украины по шоссейно-кольцевым гонкам в классе "Туринг-Лайт", победитель этапа НГСА ЛАДА в классе «Кубок LADA».
2009 — 2 место в Чемпионате Украины по шоссейно-кольцевым гонкам в классе "Туринг-Лайт", победитель этапа "Prime Yalta Rally 2009".
2010 — Чемпион и обладатель Кубка Украины по ралли в классе У10.